# Campeonato Croata de Futebol de 2016–17
O Campeonato Croata de 2016-17 foi a vigésima sexta edição da primeira divisão do futebol na Croácia. O Rijeka, da cidade de mesmo nome, foi o campeão da temporada, chegando assim a seu primeiro título do campeonato croata e rompendo uma longa sequência de onze títulos consecutivos do Dinamo Zagreb, que foi o vice-campeão.

## História e sistema de disputa
Dez equipes participaram do Campeonato Croata em sua temporada 2016-17. O primeiro jogo se deu em 15 de julho de 2016 e a última rodada aconteceu em 26 e 27 de maio de 2017.
O campeonato foi disputado em uma única fase, na qual todos os times se enfrentaram entre si quatro vezes, duas vezes em casa, duas vezes fora, perfazendo assim 36 jogos para cada equipe.
O campeão se classificava para as fases preliminares da Liga dos Campeões da UEFA de 2017–18. O segundo, terceiro e o quarto colocados entravam nas fases preliminares da Liga Europa da UEFA de 2017–18. O último colocado (10º na tabela geral) era rebaixado para a 2. HNL (segunda divisão). O penúltimo colocado (9º na tabela geral) disputava uma repescagem contra o vice-campeão da segunda divisão para decidir quem ficaria com a última vaga na 1. HNL.

## Classificação final
| #   | Time           | Jogos | Vitórias | Empates | Derrotas | GP-GC | Pontos | Classificação ou rebaixamento      |
| 1.  | Rijeka         | 36    | 27       | 7       | 2        | 71-23 | 88     | Campeão                            |
| 2.  | Dinamo Zagreb  | 36    | 27       | 5       | 4        | 68-24 | 86     | Classificado à Liga Europa         |
| 3.  | Hajduk Split   | 36    | 20       | 9       | 7        | 70-31 | 69     | Classificado à Liga Europa         |
| 4.  | Osijek         | 36    | 20       | 6       | 10       | 52-37 | 66     | Classificado à Liga Europa         |
| 5.  | Lokomotiva     | 36    | 12       | 8       | 16       | 41-38 | 44     |                                    |
| 6.  | Istra 1961     | 36    | 10       | 9       | 17       | 33-49 | 39     |                                    |
| 7.  | Slaven Belupo  | 36    | 9        | 11      | 16       | 36-45 | 38     |                                    |
| 8.  | Inter Zaprešić | 36    | 5        | 13      | 18       | 26-57 | 28     |                                    |
| 9.  | Cibalia        | 36    | 4        | 9       | 23       | 26-79 | 21     | Repescagem contra o vice da 2. HNL |
| 10. | RNK Split      | 36    | 3        | 9       | 24       | 12-56 | 18     | Rebaixado para a 2. HNL            |

## Repescagem e rebaixamento
A repescagem, que valia a última vaga na primeira divisão, foi jogada entre Cibalia (penúltimo na 1. HNL) e Gorica (segundo na 2. HNL). Assim foram as partidas:
Jogo de ida
| 4 de junho    | Gorica | 0 – 2     | Cibalia              |                       |
| 21:00 (UTC+2) |        | Relatório | Mišić 51' · Baša 89' | Árbitro: CRO F. Jović |

Jogo de volta
| 7 de junho    | Cibalia                             | 3 – 1     | Gorica    | Stadion HNK Cibalia, Vinkovci                |
| 21:00 (UTC+2) | Baša 89' · Glavica 58' · Vitaić 89' | Relatório | Pejić 40' | Público: 8 153 pessoas Árbitro: CRO I. Bebek |

Com estes resultados, o Cibalia permaneceu na 1. HNL e o Gorica permaneceu na 2. HNL para a próxima temporada.
O Rudeš venceu a 2. HNL e foi promovido para a próxima temporada, ocupando a vaga do RNK Split.

## Artilheiros
O artilheiro da competição foi o húngaro Márkó Futács do Hajduk Split, com 18 gols.